# Gniew tytanów
Gniew tytanów (ang.: Wrath of the Titans) – amerykański przygodowy film fantasy w technologii trójwymiarowej z 2012 w reżyserii Jonathana Liebesmana. Sequel obrazu z 2010 roku pt.: Starcie tytanów.

## Obsada
- Sam Worthington jako Perseusz
- Ralph Fiennes jako Hades
- Liam Neeson jako Zeus
- Danny Huston jako Posejdon
- Édgar Ramírez jako Ares
- Bill Nighy jako Hefajstos
- Toby Kebbell jako Agenor
- Rosamund Pike jako Andromeda

## Fabuła
Mija dziesięć lat od pamiętnej wyprawy, w której Perseusz (Sam Worthington) wraz z towarzyszami udał się do podziemnego świata, by stawić czoła samemu Hadesowi (Ralph Fiennes), oraz zgładzić potwornego Krakena. Syn Zeusa wiedzie spokojne życie rybaka, a także samotnie wychowuje swego dziesięcioletniego syna. Tymczasem na Olimpie rozpoczyna się walka o dominację pomiędzy Olimpijskimi Bogami na czele z Zeusem (Liam Neeson), a Tytanami i ich straszliwym przywódcą, ojcem Zeusa, Hadesa i Posejdona (Danny Huston) – Kronosem - który próbuje uwolnić się z podziemnych lochów Tartaru. Gdy okazuje się, że Ares (Édgar Ramírez) oraz Hades zdradzają Zeusa i zostają sprzymierzeńcami Kronosa, którego siły rosną wraz z wysysaniem mocy Zeusa, na ziemi rozpętuje się piekło. Perseusz jeszcze raz zmuszony jest udać się w niebezpieczną podróż, w której wraz z nowymi towarzyszami celem będzie uratowanie ojca i obalenie Tytanów.